# Setomima lucidisquamata
Setomima lucidisquamata är en tvåvingeart som först beskrevs av Tokunaga 1961.  Setomima lucidisquamata ingår i släktet Setomima och familjen fjärilsmyggor. Inga underarter finns listade i Catalogue of Life.